# Niketamide
La niketamide, o coramina, è un composto chimico di formula chimica {\displaystyle {\ce {C10H14N2O}}} che in condizioni standard si presenta un liquido limpido leggermente giallastro o un solido cristallino dal gusto amaro seguito da una leggera sensazione di calore.

## Caratteristiche strutturali e fisiche
Si tratta di un piridincarbossammide funzionalmente correlata alla nicotinamide. Il composto risulta solubile in acqua e combustibile. Quando riscaldato fino a decomposizione emette fumi tossici.
| N. di atomi pesanti                 | 13              |
| N. di donatori di legami a idrogeno | 2               |
| N. di legami ruotabili              | 3               |
| Massa monoisotopica                 | 178,110613074 u |
| Superficie polare                   | 33,2 Å²         |

## Abbondanza e disponibilità
Il composto è naturalmente presente nelle piante del genere Corydalis.

## Reattività e caratteristiche chimiche
Il composto è incompatibile con soluzioni di carbonato di sodio che causano precipitazione.

### Spettri analitici
- 1D NMR[6]
- 1H NMR[7]
- 13C NMR[8]
- GC-MS[9]
- LC-MS[10]
- FTIR[11]
- ATR-IR[12]
- IR in fase vapore[13]
- Raman[14]

| Standard apolare      | 1497, 1494, 1500, 1520, 1515, 1536, 1530, 1503, 1505, 1510, 1525               |
| Semi-standard apolare | 1487, 1486, 1528.7, 1457, 1459, 1462, 1463, 1464, 1466, 1470, 1503, 1506, 1511 |
| Standard polare       | 2319, 2353, 2375, 2386, 2399                                                   |

## Farmacologia e tossicologia

### Effetti del composto e usi clinici
La niketamide è un farmaco a piccole molecole che ha raggiunto la fase IV nei trial clinici ed è indicato per il trattamento di malattie dell'apparato respiratorio. Si tratta di uno stimolante del sistema nervoso centrale che in passato era utilizzato per trattare l'overdose da barbiturici, ma ad oggi è considerato inefficace a tale scopo.